# Кристаллизующийся фрагмент иммуноглобулина

Фермент папаин разрезает мономеры иммуноглобулинов на два Fab и один Fc

Кристаллизующийся фрагмент иммуноглобулина (англ. fragment crystallizable region, Fc region, Fc) — концевая часть молекулы иммуноглобулина, которая взаимодействует с Fc-рецептором на поверхности клетки и с некоторыми белками системы комплемента. Данное свойство позволяет антителам активировать иммунную систему. Fc-участок изотипов IgG, IgA и IgD состоит из двух одинаковых белковых фрагментов, соответственно, второго и третьего константных доменов двух тяжелых цепей; в случае изотипов IgM и IgE Fc содержит три константных домена тяжелых цепей (домены CH 2-4) в каждой полипептидной цепочке.
Другая часть антитела называется Fab (от англ. Fragment antigen binding), и состоит из вариабельных участков, которые определяют специфичность мишени, которую связывает антитело. Напротив, Fc всех антител одного класса одинаковы и константны. Отсюда происходит неправильное объяснение происхождения термина Fc как «fragment constant region».

## Функция
Fc связывается с различными клеточными рецепторами и белками системы комплемента. Таким путём достигаются некоторые физиологические эффекты иммуноглобулинов — опсонизация, лизис клеток, дегрануляция тучных клеток, базофилов и эозинофилов.